# Thanászisz Papázoglu (labdarúgó, 1953)
Thanászisz Papázoglu, görögül: Θανάσης Παπάζογλου (Szaloniki, 1953. március 15. – 2021. január 6.) válogatott görög labdarúgó, hátvéd.

## Pályafutása

### Klubcsapatban
1972 és 1977 között az Árisz, 1977 és 1985 között a PASZ Jánina, 1985 és 1989 között a PAE Tríkala labdarúgója volt.

### A válogatottban
1981-ben két alkalommal szerepelt a görög válogatottban.

## Statisztika

### Mérkőzései a görög válogatottban
| Görögország | Görögország          | Görögország                | Görögország | Görögország | Görögország | Görögország  | Görögország | Görögország |
| #           | Dátum                | Helyszín                   | Hazai       | Eredmény    | Vendég      | Kiírás       | Gólok       | Esemény     |
| ----------- | -------------------- | -------------------------- | ----------- | ----------- | ----------- | ------------ | ----------- | ----------- |
| 1.          | 1981. szeptember 23. | Szaloniki, Hariláu stadion | Görögország | 2 – 1       | Svédország  | barátságos   | -           |             |
| 2.          | 1981. október 14.    | Szaloniki, Hariláu stadion | Görögország | 2 – 3       | Dánia       | vb-selejtező | -           |             |
|             | Összesen             |                            |             | 2           | mérkőzés    |              | 0           | gól         |